# Љеваја
Љеваја је насеље у Србији у општини Горњи Милановац у Моравичком округу. Према попису из 2022. било је 77 становника. Удаљено је 12 км од Горњег Милановца и налази се на старом путу за Пожегу. Налази се на надморској висни од 400 м и на површини од 466 ха.
Село је првобитно припадало општини и школи у Такову, а парохији цркве на Савинцу. Сеоска слава је други дан Тројица.
Овде се налазе Стари надгробни споменици у Љеваји.

## Историја
Љеваја је исељена доласком Турака. У 18. веку је поново насељено доласком досељеника из Старог Влаха, Црне Горе, Босне и околине Ужица. Село је први пут поменуто у турском попису 1525. године под именом Љевај и тада је имало 8 домова. Име је вероватно добило по потоку Љеваја који дотиче из Горњих Бранетића.
У селу је рођен војвода Првог српског устанка Рака Левајац, писар војводе рудничког Милана Обреновића, који је са Карађорђем био на састанку са аустријским командатом Земуна и београдским дахијама. Био је Карађорђев изасланик код владике Петра I на Цетињу. Године 1809. години постао је војвода. Као мегданџија посекао је сина Сулејман паше Скопљака. После смрти војводе Лазара Мутапа 1815. године постао је војвода руднички. Умро је 17. октобра 1833. године. Потомци су му се одселили из села.
У ратовима у периоду од 1912. до 1918. године село је дало 42 ратника. Погинуло их је 26 а 16 је преживело.

## Демографија
У пописима село је имало: 1910. године 276, 1921. године 218 а 2002. године 120 становника.
У насељу Љеваја живи 106 пунолетних становника, а просечна старост становништва износи 50,0 година (49,5 код мушкараца и 50,5 код жена). У насељу има 40 домаћинстава, а просечан број чланова по домаћинству је 2,88.
Ово насеље је великим делом насељено Србима (према попису из 2002. године), а у последња три пописа, примећен је пад у броју становника.
|  |

| Демографија | Демографија | Демографија |
| Година      | Становника  | Становника  |
| ----------- | ----------- | ----------- |
| 1948.       | 329         |             |
| 1953.       | 319         |             |
| 1961.       | 253         |             |
| 1971.       | 197         |             |
| 1981.       | 175         |             |
| 1991.       | 145         | 142         |
| 2002.       | 115         | 120         |
| 2011.       | 93          |             |

| Етнички састав према попису из 2002.‍ | Етнички састав према попису из 2002.‍ | Етнички састав према попису из 2002.‍ | Етнички састав према попису из 2002.‍ | Етнички састав према попису из 2002.‍ |
| ------------------------------------ | ------------------------------------ | ------------------------------------ | ------------------------------------ | ------------------------------------ |
|                                      |                                      |                                      |                                      |                                      |
| Срби                                 | Срби                                 |                                      | 105                                  | 91,30%                               |
| непознато                            | непознато                            |                                      | 9                                    | 7,82%                                |

| Година пописа     | 1948. | 1953. | 1961. | 1971. | 1981. | 1991. | 2002. |
| ----------------- | ----- | ----- | ----- | ----- | ----- | ----- | ----- |
| Број домаћинстава | 55    | 60    | 61    | 59    | 52    | 48    | 40    |

| Број чланова      | 1  | 2  | 3 | 4 | 5 | 6 | 7 | 8 | 9 | 10 и више | Просек |
| ----------------- | -- | -- | - | - | - | - | - | - | - | --------- | ------ |
| Број домаћинстава | 11 | 13 | 4 | 3 | 4 | 3 | 0 | 2 | 0 | 0         | 2,88   |

| Пол    | Укупно | Неожењен/Неудата | Ожењен/Удата | Удовац/Удовица | Разведен/Разведена | Непознато |
| ------ | ------ | ---------------- | ------------ | -------------- | ------------------ | --------- |
| Мушки  | 57     | 14               | 33           | 6              | 3                  | 1         |
| Женски | 52     | 8                | 32           | 11             | 1                  | 0         |
| УКУПНО | 109    | 22               | 65           | 17             | 4                  | 1         |

| Пол    | Укупно                    | Пољопривреда, лов и шумарство | Рибарство                            | Вађење руде и камена | Прерађивачка индустрија       |
| ------ | ------------------------- | ----------------------------- | ------------------------------------ | -------------------- | ----------------------------- |
| Мушки  | 39                        | 27                            | 0                                    | 0                    | 5                             |
| Женски | 17                        | 13                            | 0                                    | 0                    | 1                             |
| УКУПНО | 56                        | 40                            | 0                                    | 0                    | 6                             |
| Пол    | Производња и снабдевање   | Грађевинарство                | Трговина                             | Хотели и ресторани   | Саобраћај, складиштење и везе |
| Мушки  | 0                         | 1                             | 1                                    | 0                    | 2                             |
| Женски | 0                         | 0                             | 2                                    | 0                    | 0                             |
| УКУПНО | 0                         | 1                             | 3                                    | 0                    | 2                             |
| Пол    | Финансијско посредовање   | Некретнине                    | Државна управа и одбрана             | Образовање           | Здравствени и социјални рад   |
| Мушки  | 0                         | 0                             | 1                                    | 0                    | 1                             |
| Женски | 0                         | 0                             | 0                                    | 0                    | 0                             |
| УКУПНО | 0                         | 0                             | 1                                    | 0                    | 1                             |
| Пол    | Остале услужне активности | Приватна домаћинства          | Екстериторијалне организације и тела | Непознато            | Непознато                     |
| Мушки  | 0                         | 0                             | 0                                    | 1                    | 1                             |
| Женски | 0                         | 0                             | 0                                    | 1                    | 1                             |
| УКУПНО | 0                         | 0                             | 0                                    | 2                    | 2                             |